# Rodolfo Pini
Rodolfo Pini (12. listopadu 1926 Montevideo – 31. května 2000) byl uruguayský fotbalista. Nastupoval především na postu záložníka.
S uruguayskou reprezentací vyhrál mistrovství světa roku 1950, byť byl náhradníkem a do bojů na turnaji přímo nezasáhl. V národním týmu působil v letech 1944–1950 a celkem za něj odehrál 7 utkání, v nichž vstřelil 2 branky.
Získal čtyři tituly mistra Uruguaye s Nacionalem Montevideo (1946, 1947, 1948, 1950).